# Una caverna/L'orizzonte è azzurro anche per te
Una caverna/L'orizzonte è azzurro anche per te è un singolo del gruppo musicale I Nuovi Angeli pubblicato in Italia dalla  Durium nel 1966.

## Tracce
Lato A
1. Una caverna (I Can't Control Myself) (testo: Claudio De Pedrini, Vito Pallavicini – musica: Reg Presley)

Lato B
1. L'orizzonte è azzurro anche per te (Sunny Afternoon) (testo: Gianni Argenio, Giuseppe Cassia – musica: Ray Davies)